# Skittles
Pour l’article homonyme, voir Skittles.

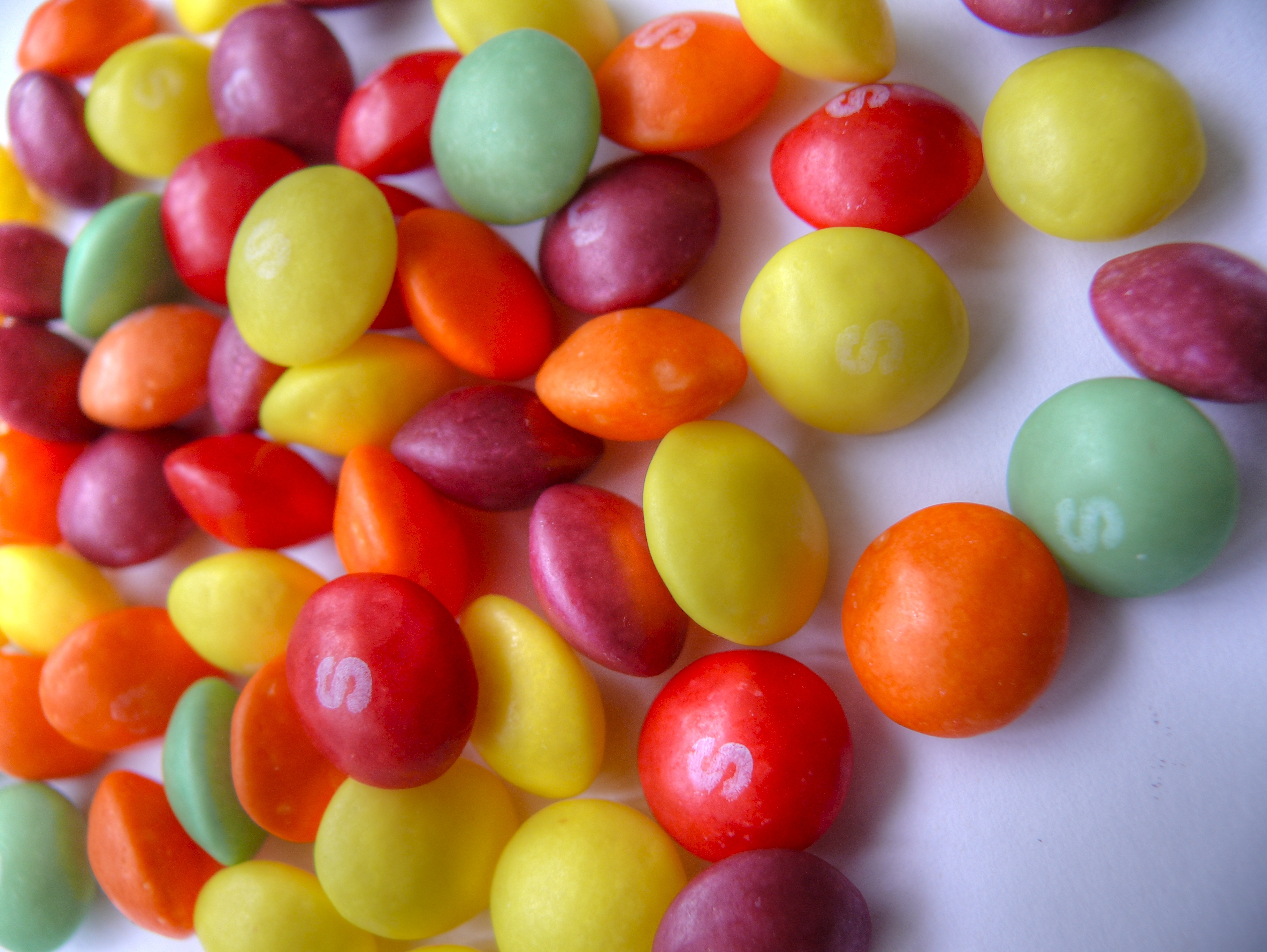
Skittles

Skittles  est une marque de confiserie appartenant à Wrigley's filiale de Mars Incorporated.

## Description

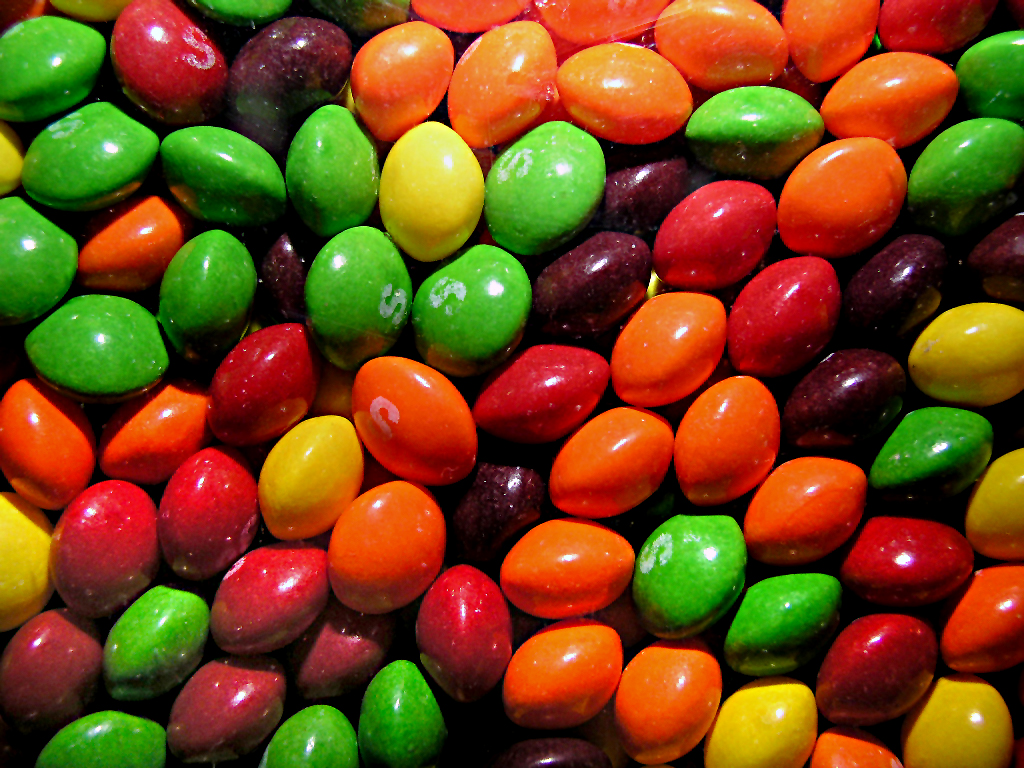
Skittles

Les Skittles sont des petites gommes fruitées et rondes entourées de solides coquilles de gomme-laque sucrées avec la lettre « S » imprimée dessus, représentant le nom de la marque. Elles sont similaires dans leur apparence à la variété de chocolat M&M's, lesquels, comme Skittles, sont produits par Mars Incorporated. Ils sont aussi semblables aux bonbons Mentos, mais d'une taille beaucoup plus petite.

### Ingrédients
Les Skittles contiennent notamment de l'huile de palme hydrogénée et du dioxyde de titane (E171).

## Histoire
Les Skittles ont été créés en 1973 par une entreprise britannique et c'est en 1982 que la production des Skittles débuta aux États-Unis. Les Skittles vendus dans l'Union européenne sont produits en République tchèque. Il existe en France depuis 1988.
Depuis 2008, Skittles est une marque gérée par la filiale Wrigley's de Mars Incorporated.
210 millions de Skittles sont produits chaque jour.

### Variétés
Les Skittles existent sous plusieurs saveurs : crème glacée, baies sauvages, fruits tropicaux, citrons originaux, sours (acides), Carnaval, Duo de saveur, crazy sours ainsi que plusieurs saveurs limitées.
Les Skittles sont essentiellement des morceaux de sucre, étant faits à 90 % de glucides.
Ils contiennent aussi « un apport considérable en vitamines C, une quantité légère de vitamines K ».

### Skittles Chewies
Fin 2019 est commercialisé en France les "Skittles Chewies", variété de bonbons non enrobés. Il s'agit d'une version similaire au skittles classique en termes de taille et de goût, mais à l'aspect et la texture différentes. La coquille craquante et brillante de l'enrobage de la version classique a complètement disparu et laisse apparaître directement le bonbon tendre. Auparavant dissimulé sous une coque d'enrobage dont la composition avait suscité une polémique pour divers enrobages de bonbons.

## Marketing viral
Lundi 2 mars 2009, une nouvelle version du site Internet commercial de Skittles fut remplacée avec le contenu en temps réel de Twitter contenant le mot Skittles. Pendant un peu plus de 48 heures, tous les messages provenant de Twitter en référence à la marque étaient agrégés et affichés sur la page d'accueil du site. Mercredi 4 mars 2009, la page d'accueil redirigeait les visiteurs vers la page fan de Facebook puis vers la page Wikipédia anglaise de l'article Skittles. D'après la compagnie Mars, la page d'accueil pourra changer régulièrement.
Le contenu Twitter était et est toujours disponible depuis le menu Chatter.